# La Madeleine (Loire-Atlantique)
Pour les articles homonymes, voir Madeleine.
La Madeleine est un village français aujourd'hui situé sur les communes de Guérande et de Saint-Lyphard, dans le département de la Loire-Atlantique, en Pays de la Loire.

## Localisation
Le village de la Madeleine se situe entre Guérande et Saint-Lyphard sur la D 51.

## Histoire

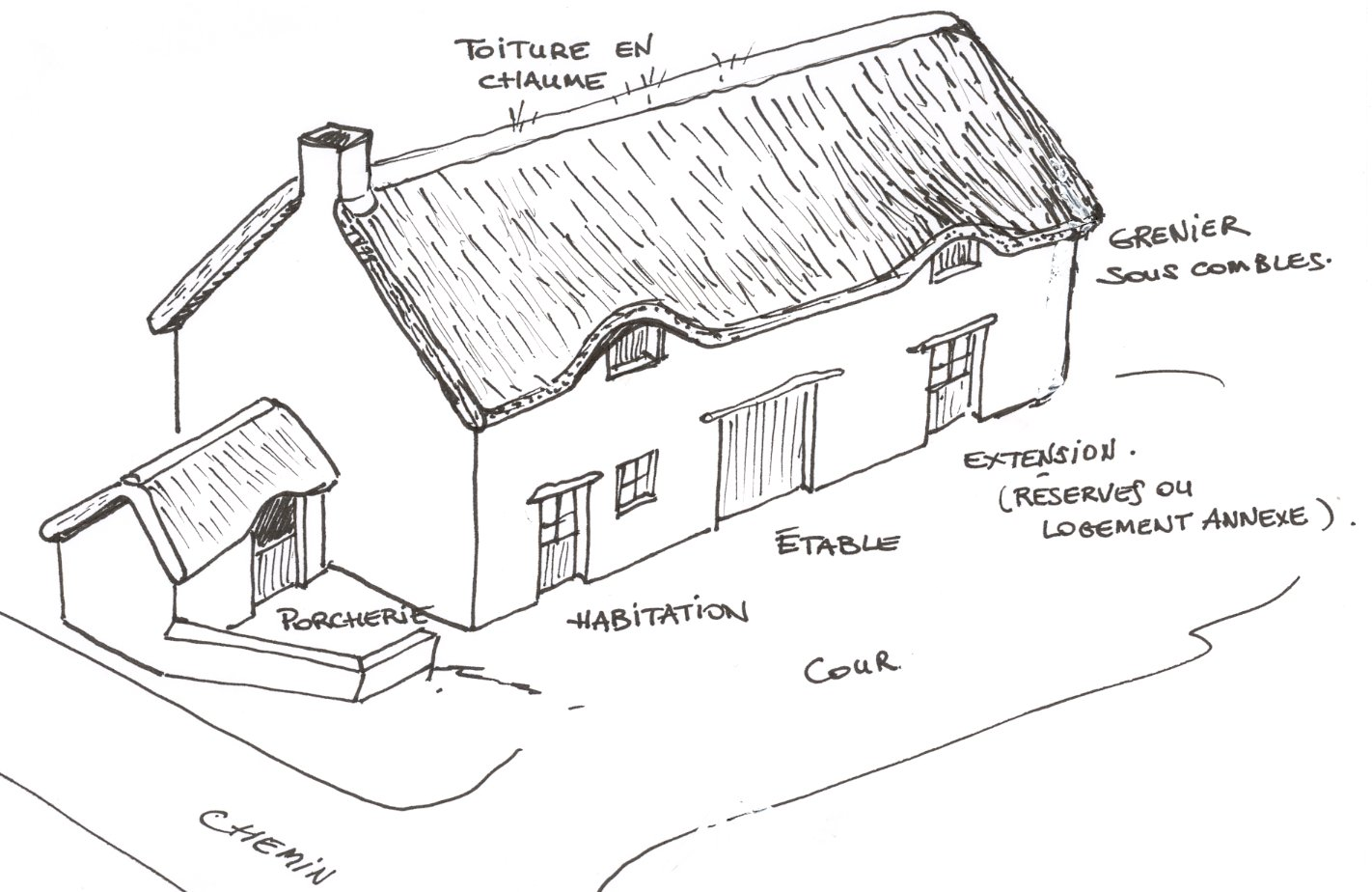
Habitat traditionnel du pays métais, chaumière briéronne.

La première mention du village de la Madeleine date de 1370. On y trouve alors une maladrerie et une chapelle se trouvait à l'entrée du bourg à la place de la croix de mission, appelée calvaire de Trémelu, édifié en 1884. L'église actuelle a été construite à la fin du XIXe siècle, après la création de la Paroisse de « La Madeleine de Guérande », le 4 août 1850.
Une population de commerçants et d'artisans se regroupe autour de l'église. le bourg se développe, notamment avec la construction de l'école publique dans les années 1880. l'architecture rurale des alentours est caractéristique de la Brière avec ses chaumières en rangées, sans étage habitable. Recouverts de chaume, les bâtiments principaux étaient enduits à la chaux grasse.
La population stable avec environ 1 200 habitants jusqu'aux années 1970, est en constante augmentation depuis (environ 3 200 habitants aujourd'hui) en raison de la proximité des axes routiers desservant Saint-Nazaire et les industries de l'estuaire de la Loire.

## Patrimoine
L'architecture des fermes et hameaux environnants est de type briéronne, du Pays métais, c'est-à-dire des chaumières en longère, sans étage habitable, avec petits appentis, et étable centrale, caractéristiques de la région (avec des secteurs sauvegardés dans le cadre de la charte du Parc naturel régional de Brière). Les bâtiments principaux, en pierre locale, étaient enduits à la chaux grasse étendue d'argile, et couverts de roseaux coupés dans les marais de Brière. Les bâtiments annexes (grange, abris pour le matériel agricole) sont en bois, avec murs en pisé (argile jaune) et toitures en chaume. La majeure partie de ces constructions « fragiles » a disparu aujourd'hui.
- Église de la Madeleine de Guérande.
- À proximité : dolmens de Kerbourg (commune de Saint-Lyphard) et menhir de la Pierre Blanche à proximité, bloc de quartz blanc, près de la limite communale.